# دالیدا (فیلم ۲۰۱۷)
دالیدا (به فرانسوی: Dalida) یک فیلم زندگی‌نامه‌ای و درام محصول سال ۲۰۱۷ سینمای فرانسه دربارهٔ زندگی خواننده و بازیگر دالیدا می‌باشد. این فیلم به نویسندگی، کارگردانی و تهیه‌کنندگی لیزا آزولوس با بازی اسووا آلویتی در نقش دالیدا است.

## داستان
در سال ۱۹۶۷ دالیدا به هتلی می‌رود و ناموفق اقدام به خودکشی می‌کند. همسر سابقش لوسین موریس، معشوق سابقش ژان سوبیسکی و برادرش اورلاندو در طول دوران نقاهت به سمت او می‌شتابند. این سه مرد جنبه‌های مختلف شخصیت دالیدا را توضیح می‌دهند.

## تولید
فیلمبرداری از ۸ فوریه تا ۲۲ آوریل ۲۰۱۶ در فرانسه، ایتالیا و مراکش انجام شد.

## بازخوردها
کاترین موریس، دختر لوسین موریس، در بیانیه‌ای به خبرگزاری فرانسه از این فیلم به دلیل نمایش نادرست پدرش انتقاد کرد و افزود که در طول ساخت فیلم با او مشورت نشده‌است.